# Rival Regions
Rival Regions je geopolitická hra publikovaná v roce 2013 prostřednictvím prohlížeče. Později byla také zpřístupněna pro iOS a Android. V Rival Regions budete moci vytvářet politické strany, získávat místo v parlamentu a vydávat zákony, cestovat do stovek regionů po celém světě a získávat ropu, zlato, rudu, uran a diamanty. Budete se účastnit pozemních, námořních a vesmírných válek, vytvářet vlastní noviny a publikovat články, používat regiony reálného světa k vytvoření vlastního státu a zvolit si jeho formu vlády 

## Herní módy
Chcete-li hrát, musíte se zaregistrovat (zdarma) prostřednictvím profilu Google, Facebook nebo VK. Po registraci se hráč objeví v oblasti, v které se nachází ve skutečnosti. Hráč se může rozhodnout, zda se připojí nebo vytvoří stranu volbou vlastní ideologie a začne pracovat, aby vydělal peníze. Olej, zlato (ve hře velmi důležité), diamanty, minerály, uran, hélium 3 a tekutý kyslík můžete získat tím, že budete pracovat sami nebo se najmete v základní továrně (vytvořené ve hře) nebo v továrně jiných hráčů. Práce a bojování můžete zvýšit v úrovni. Zvýšením úrovně je možné dávat větší poškození ve válkách. Můžete také číst, psát články nebo dokonce založit noviny. Ve volbách (které se konají každých pár dní, pouze v parlamentní republice, prezidentské, výkonné monarchii a vládnoucí straně) je možné být volen v parlamentu, hlasovat za stranu (od úrovně 50). Ze státu je možné učinit republiku, monarchii nebo diktaturu . 

## Formy vlády
Ve hře existují různé formy vlády : 
- Parlamentní republika: přítomna pouze v nezávislých regionech, všechny pravomoci jsou svěřeny parlamentu, voleny každých pět dní.

- Prezidentská republika: je tvořena podle zákona o formování státu, různé pravomoci přecházejí do rukou prezidenta a ministrů nebo ministra hospodářství a ministra zahraničních věcí. Prezident je volen každých pět dní a může být ze zákona odraděn nedůvěrou z parlamentu jsou jeho pravomoci vybírat ministry, měnit barvu státu na herní mapě a aktuální státní pořádek, přijímat povolení k pobytu a pracovní povolení. Ministr hospodářství může jménem státu změnit zdanění státu, podíl na výnosech autonomie, nakupovat a prodávat zdroje a dobíjet limit zdrojů, které mohou být zpracovány v regionech státu. Ministr zahraničí může podepsat vojenské dohody nebo migrační dohody do jiných států a přijímat povolení k pobytu a pracovní povolení. Zbytek pravomocí náleží parlamentu.

- Diktatura: lze ji ustanovit zákonem, v této formě vlády je parlament prázdný a ministr zahraničí není přítomen, ve skutečnosti pravomoci těchto dvou orgánů přecházejí do rukou diktátora, který je podporován ministrem hospodářství, který převzal titul ekonomického poradce, neexistují volby, diktátor může změnit formu vlády zvláštním zákonem.

- Výkonná monarchie: rovná se diktatuře, pouze pokud je zvolen poradní parlament, který může navrhovat zákony, ale nikoli je schvalovat, tato forma vlády se stanoví rozhodnutím diktátora.

- Systém jedné strany: stejný jako diktatura, ale parlament plní členové diktátorské strany, parlament hraje stejnou roli jako ve výkonné monarchii, zřizuje se rozhodnutím diktátora.

- Dominantní stranický systém: identický s prezidentskou republikou, ale parlament je ve volbách zcela obsazen vítěznou stranou.

## Vůdci naší komunity

### I. Československé království (srpen – září 2017)

#### Machiavelli aka Nekrasov
Dosazený král československým lidem na dohodu. Nekrasov je hráč Ukrajinského původu, spravoval společně se svou skupinou celé království o rozloze Československa, Maluku a okolí Jeruzálemu. Těsně poté přišlo více a více lidí, kterým se nelíbilo, že v naší zemi vládne cizinec. Vytvořila se dohoda, kterou Nekrasov po pár dnech porušil a prakticky nesplnil nic. Československý lid vytvořil převrat v Trenčíně a s obrovskou pomocí Polska a dalších evropských zemí bylo dosaženo vítězství a osvobození od tohoto panovníka a jeho ruských spojenců. Poté došlo k vytvoření prvního státu naší komunitou v historii RivalRegions.

### I. Československá republika a monarchie (srpen – září 2017)

#### Emanuel Salomon Friedberg
Zakladatel prvního Československého státu. První prezident a velitel. Vládl v období válek v Evropě. Jako prezident položil základy ministerstev, vyhlášky a černé listiny. Pokud mohl, tak vše řešil mírovou dohodou. V této době žilo v Československu okolo 80 lidí. Vyčerpán bojem opustil svůj post. Zemi zanechal bez Prahy a Jižních Čech, oba regiony jsou později dobyty. Československo bylo svobodné, ale v dezolátním stavu. Vládl 20 dní.

#### Kyorctic
První žena ve funkci prezidenta a velitele. Vládla pouze jedno období a za její vlády se začalo jednat o ekonomické pomoci od spojenců. Ministr financí Viva biba toto domluvil s Polským králem Jakubem I. Načež se vytvořila konference, kde bylo vše stvrzeno. Vládla 5 dní, tedy jedno období.

#### Marek Novotka
Třetí prezident a velitel a později první korunovaný Československý král. Za jeho vlády se všechny regiony s výjimkou čtyř přerozdělili mezi Polsko a Rumunsko v rámci ekonomické pomoci pro nedostatek pracovních sil v Československu. Poté, co byl korunován na krále začala nevole a veřejné potyčky mezi tzv. monarchisty a republikány. Po 20 dnech konstituční monarchie, kdy probíhala revoluce sám abdikoval a vyhlásil nové volby.

#### Stranger
Dočasně zvolený čtvrtý prezident, vládl pouze pár dnů. Poté, co Marek vyhlásil volby, byl Stranger jediným republikánem s dostatečnými zkušenostmi. Jeho zvolení mělo získat čas pro republikány, aby se dohodlo kdo bude následující prezident.

#### Trtko456
Pátý prezident a velitel. Byl zvolen republikány pro jeho zkušenosti ve vládě. Před jeho zvolením byl ministrem životního prostředí už od doby Emanuela. Za jeho období se pokoušel stabilizovat vyostřené vztahy mezi tzv. monarchisty a republikány, protože za Markovi vlády byl na monarchistické straně, ale těsně před revolucí přešel k republikánům. Jeho neúspěšný cíl byl klid a mír v komunitě. Vládl jedno volební období.

#### Michal Mitch
Šestý prezident a velitel. Nazývaný monarchista, ale vystupující republikán za jehož vlády se začala zlepšovat ekonomická situace a to díky tzv. Baby boomu, kdy do Československa přišlo přes 700 lidí z čehož zde zůstalo okolo 170 lidí a to mělo za následek, že čtyři regiony pro takový počet přestal stačit. Začal odkup regionů, které jsme propůjčili našim spojencům - byla vyhlášena veřejná sbírka. Vládl tři volební období.

#### William Refor
Sedmý a poslední prezident a velitel prvního Československa. Za jeho vlády se uspořádalo veřejné referendum o rozdělení Československa na popud monarchistů, kteří nesouhlasili s výsledkem voleb. Referendum rozhodlo o tom, že se Slovensko vytvoří v Nitre kde následně bylo založeno Slovensko. Česko zůstalo bez změny. Vládl jedno volební období.

### I. Česká republika (leden – květen 2018)

#### William Refor
První prezident České republiky. Za jeho vlády se provedlo spoustu reforem ohledně ministerstva a parlamentního uspořádání - zrušil ministerstvo obrany a životního prostředí. Byl zvolen mnohokrát později a střídavě s jiným prezidentem, Česká republika v jeho obdobích vždy prosperovala. Za jeho vlády se pokračovalo ve veřejných sbírkách na odkup regionů, které v této době vlastní Polsko. Veřejnou kasou pro sbírku byl vybrán Michal Schopf. Později byl William Refor korunován na krále, když geopolitický blok European Bloc zahájil masivní útok na Turecko. V tomto období již Česká republika vlastní všechny své regiony, tak William Refor využil příležitosti a pomocí aktivních občanů republiky dobyl Jihozápadní Afghánistán. Zde byl zvolen jako prezident Michal Schopf, tento stát byl nazván PEPEstán. Poté se provedla výměna státu, kdy se z PEPEstánu stala Česká republika a České republiky PEPEstán, kde vládl William refor jako diktátor. PEPEstán v současné době leží ve Středních Čechách, jehož funkcí je důmyslná strategická obrana České republiky. Tímto krokem zaniká Československo založené Emanuelem S.F. a nyní žije v podobě Středních Čech (nárazníku). Dále historie pokračuje v kapitole: Druhá Česká republika. Jako dlouhodobý diktátor Středních Čech složil svou funkci 25.7.2018 a tím završil svou politickou kariéru pro tento den.

#### Trtko
Druhý prezident a velitel. Zavedl Ministerstvo Informací, které vedl Emanuel, tímto krokem chtěl lepší informovanost obyvatel. Zrušil Ministerstvo Obrany. Také pořádal veřejné otázky a odpovědi, ale lidé toho nevyužívali a proto toho zanechal. Poslední dny jeho vlády vypukla válka v Evropě, kterou rozpoutalo Polsko. Jeden z jeho posledních činů je zahájení útoku na Slovensko v Polské válce.

#### Mqtush
Třetí prezident a velitel České republiky. Prezident a velitel. Zavedl Ministerstvo Informací, které vedl Emanuel, tímto krokem chtěl lepší informovanost obyvatel. Zrušil Ministerstvo Obrany. Také pořádal veřejné otázky a odpovědi, ale lidé toho nevyužívali a proto toho zanechal. Poslední dny jeho vlády vypukla válka v Evropě, kterou rozpoutalo Polsko. Jeden z jeho posledních činů je zahájení útoku na Slovensko v Polské válce.

#### Jaski
Čtvrtý prezident a následně první korunovaný král České republiky. Za jeho období nás potkala Polská válka. Byl korunován na krále z důvodu výjimečného stavu. Česká republika pomáhala Polsku, ale nakonec kapitulovala. Podmínky kapitulace byly drsné. Česká republika musela zaútočit na Polský region, který pro nás spravovala už od dob vlády Marka. Česká republika ztratila Jihozápadní Čechy, kde se naštěstí provedl taktický manévr (revoluce) a tento region byl po týdnu připojen. Polsko nakonec kapitulovalo. Ze 60 regionů zbylo Polsku 6. Válka trvala asi 14 dnů. Jaski vyčerpán válkou abdikoval a zahájil volby.

#### Král Vorvaňů
Pátý prezident a velitel. Za jeho vlády Česká republika vzkvétala a aktivně se účastnila bojů v Asii, kde v této době docházelo k masivní kolonizaci. On sám vytvořil 2x baby boom, který měl úspěch. Jeden z prezidentů, kteří informovali občany osobně o všem, přestože Ministerstvo informací podávalo pravidelné informace.

#### Stranger
Šestý prezident a velitel. Za jeho vlády vládl klid a mír v Čechách. Vládl jedno volební období.

#### Ing. Ernst Feynman
Prezident a velitel. Za jeho vlády náš národ opustil Evropský geopolitický blok, načež byl náš stát ihned napaden tímto blokem a přestože jsme si zvolili tzv. řečený "Ruský" blok, tak byla téměř celá Česká republika zničena válkou. Válka na našem území trvala 2 dny a kromě 3 regionů jsme vše získali zpět.
Ernst zdrcen a zklamán opustil svůj post a poté se vyhlásila diktatura a všechny regiony byly převedeny pod loutkový stát, kde vládl William Refor. Za vlády Williama mnohokrát působil jako Ministr Financí, vyniká ve zpracovávání výpočetních tabulek a jako první přišel na to jak se vyměřuje a funguje hloubkový průzkum v procentech - jeho tabulka je k nalezení v jeho článcích.

### Boje o svobodu
Území České republiky byla obsazena spojenou armádou pod vedení Rakouska. Do boje se zapojilo i Německo, Slovenské království a celý evropský blok. Na straně Čechů se postavila Ruský blok s velkým angažováním Polska. Boje postupně přešly ve 4. světovou válku, překreslení mapy Evropy a zničení Amerického Impéria.
Ing. Ernst Feynman spolu s Panem Bobrem koordinoval znovuzískání Slezska, které bylo svobodným státem a bývalý prezident Stranger se jej pokusil získat pod svou vlastní kontrolu. Slezsko bylo získáno díky parlamentu pod kontrolou Čechů, který odvolal prezidenta Strangera a Slezsko se dostalo opět pod naši kontrolu
Během války se objevilo i hnutí #FreeCzech, které získalo podporu v zahraničí. Hlavními tahouny tohoto hnutí byly nováčci - Pepelda, Pan Bobr a Bageta.

### II. Česká republika (červen – prosinec 2018)

#### Eto
Sedmý prezident a velitel obnovené České republiky. Za jeho vlády došlo k první tréninkové válce mezi PEPEstánem (nárazník) a Českou republikou. Vládl klid a mír, země prosperovala.

#### Pepelda
Osmý prezident a velitel, později dočasný monarcha. Po téměř měsíční 4. světové válce RivalRegions, kdy již válka skončila byl zvolen koalicí GOD-UB-Piráti do své funkce. Země byla již v původním stavu jako před válkou, ale kromě Prahy a Středních Čech jsou všechny region zničené válkou. Za jeho vlády došlo k výraznému nárůstu vládní aktivity, také se vytvořil nový systém superautonomie, volby guvernéra do této AO a zavedl novinku "PETICE, poté referendum".

#### Pan Bobr
Devátý prezident a velitel. Za jeho vlády byla zavedena Národní rada s hlasováním předsedů stran. Byla zrušena Super-autonomie a zavedeny malé autonomie, jako před 4WW. Byl zvolen a dosazen nový správce nárazníkového státu. Byla zavedena azylová politika s Bavorskem, protože jejich stát byl zničen. A v neposlední řadě byla přepsána vyhláška, která byla stará téměř 2 měsíce. Prezident se také snažil informovat více než jeho předchůdci, kdy v rámci “Snídaní s prezidentem” informoval národ téměř denně. Také zastupoval Kaisera Franklina v roli prezidenta na 2 dny, protože Kaiser nezískal dostatečný počet hlasů v primárkách strany.

#### Kaiser Franklin
Desátý prezident, velitel a následně monarcha za válečného stavu. Nastoupil v poměrně stabilizované době. Díky silné kooperaci vlády s ministry došlo k růstu ekonomiky v celé zemi. Po jeho třetím zvolení do funkce nastala pro Českou republiku éra největšího rozkvětu po ekonomické stránce v historii. Česká republika jakožto člen ruského bloku si dokázala vybojovat velkou část Rakouského císařství a porazit ve třech bitvách Slovenské království a díky válečným tažení získala Česká republika rozpočet z toho mohla být následně financována výstavba regionů, ale především obrany. Na svém postu se udržel přes měsíc a půl v roli monarchy ve válečném stavu. Před rezignací v době kdy byla uzavřena dohoda o neútočení mezi bloky se ještě vytvořila mírová dohoda se Slovenskem na 1 měsíc (do 10.10.2018). Za jeho vlády došlo k největší české výbojnosti do zahraničí v historii země.

#### William Refor
Prezident a velitel. Byl zvolen jako náhrada za Trtka na jedno volební období, protože po zrušení monarchie neměla jeho podporující strana křesla v parlamentu. Za jeho vlády se kromě adminem navýšení mezd pomocí hloubkových průzkumů nic zásadního neudálo.

#### Trtko
Prezident a velitel. Vládl v období klidu míru a prosperity. Investovalo se do obranyschopnosti pohraničních regionů a zahraniční politika se směrovala na hraniční sousedy, kde se navazoval kontakt i s potenciálně nepřátelským státem. Česká republika byla v této době v bloku EAU. Také se snažil zavést ministerstvo obrany, ale neúspěšně. Vládl dvě volební období.

#### Kyorctic
Prezidentka a následně diktátorka ve válečném stavu. Za její vlády se začala vyostřovat světová scéna a nakonec započala nová válka mezi největšími bloky. Za její vlády Česká republika stále držela Vídeň a její okolí. Česká republika zaútočila a následně zničila společně s Polskem a Německou konfederací Slovensko. Česká republika prodala Rakouské regiony a soustředí své síly na Slovensko. Za její vlády panovala snaha o obnovu Československa. Ve Slovensku se zřídila vláda v čele Mqtush a jeho ministr Trtko, kteří jako nativní Slováci zaujaly právoplatné místo. (Dále pokračuje v kapitole "Slovensko"). Slovensko nezaniklo, protože se král konsolidoval do Botswany. V České republice trvala diktatura přes jeden měsíc a až na snahy nepřátel měla plnou podporu svého lidu.

#### Sebastian van Koyle
Jedenáctý prezident a velitel. Usiloval o navýšení zanedbané komunikace s obyvatelstvem země. Za jeho vlády se vytvořila autonomie na Slovensku. Z válečné kořisti se začalo obrovské množství surovin investovat do rozvoje regionů. Z technických problémů se mu téměř jedno volební období nedařilo přihlašovat do hry a proto jeho vláda nebyla tak úspěšná jak by on sám chtěl. Vládl jedno období a za jeho vlády panoval klid a mír.

#### Pan Bobr
Prezident a velitel. Vládl v období míru. Blok EAU se navzdory prvotním vítězství začal zevnitř hroutit a to vyústilo v jeho rozpad. Jako jediný prezident v historii informoval sám a osobně pravidelně každé ráno obyvatelstvo skrze články. Za jeho vlády nastala opět prosperita. Zavedla se federální shromáždění v níž byla Česká republika, Nárazník a Slovensko. Vláda v této době řeší vše v kruhu předsedů stran - Federálním shromáždění. Výrazně se zasloužil o zlepšení komunikace.
Za jeho vlády Česká republika změnila blok a přešla do nového Evropského “TNP”, který se oddělil od EAU. Také se za jeho vlády stejně jako před rokem (přelom listopadu a prosince) zahájil tzv. „Babyboom“ a Česká republika dosáhla počtu obyvatel až 1000 hráčů. Za zmínku také stojí V4, která je zavedena stejně jako v realitě za pomocí ekonomické nebo pro řešení různých problémů, které se V4 tykají. Vládl jeden měsíc a stal se také vůdcem bloku TNP.

#### Michal Schopf/Eto von Wonka
Prezident a velitel, následně parlamentně zvolený diktátor ve stavu potenciálního ohrožení země, protože v této době v Polsku proběhla řada revolucí a k moci se dostala skupina lidí, která ohrožovala celý blok. Za zmínku také stojí akce v oblasti Komory, kde se za pomocí Čechů, Slováků a spojenců získala vláda nad parlamentem, tato oblast nesla jméno Pepestán. Diktatura byla zrušena načež se přestěhoval do nového státu klubu von Wonka (Wonkaland). Za jeho vlády panoval v zemi klid a mír.

#### Pan Bobr
Prezident a velitel (22.12.2018). Pro svou velikou oblibu v řadách obyvatel byl znovu zvolen. Ihned po jeho nástupu se vyhlásilo referendum o vzniku Československa, které bylo úspěšné a 25.12.2018 vzniká nové Československo.

### Slovenský protektorát (říjen – prosinec 2018)

#### Mqtush
Prezident a velitel. Následně korunovaný král. Slovenské království bylo poražené a území Slovenska bylo obsazeno Českem, Polskem a státem z Německé konfederace. Mqtush jako skutečný Alovák a zkušený hráč se ujal tohoto místa, aby znovu vybudoval svou zem a nastolil mír mezi Českem a Slovenskem. Nově vzniklý stát původně nevznikl na Slovensku, ale v Chorvatské oblasti, která prodala České republice státní zřízení, následovalo připojení Slovenských regionů a nastavení státu.
Mqtush si velmi pochvaluje spolupráci Slováků, kteří zůstali a také si váží návrat stran, které za Slovenského království opustili stát. V této době se na Slovensku nachází přibližně 50 hráčů. Malá komplikace nastala se spřátelených sousedem Maďarskem (V4), když si od Německého státu koupili regiony. Slovensko si s nimi vyměnilo Košice za Trnavu. Za jeho vlády panoval klid a mír ve všech 4 regionech Slovenska. Tento stát se stává v Trenčíně nárazníkem (25.12.2018) po sjednocení nového Československa.